# Hugo Kinert
Hugo Kinert, in croato: Хуго Кинерт (Osijek, 28 gennaio 1894 – Zagabria, 24 settembre 1969), è stato un allenatore di calcio e calciatore jugoslavo, di ruolo centrocampista.

## Carriera

### Giocatore

#### Club
Fu tra i fondatori del Građanski Zagabria, in cui giocò fino al 1924 e con cui nel 1923 vinse un campionato jugoslavo.

#### Nazionale
Disputò 2 partite con la nazionale jugoslava: il 28 ottobre 1921 contro la Cecoslovacchia, e il 1º ottobre 1922 contro la Polonia.

### Allenatore
Nel biennio 1918-1919 guidò la nazionale croata ancora agli albori, che all'epoca disputava solo alcune partite amichevoli non ufficiali.

## Palmarès

### Giocatore

#### Competizioni nazionali
- Campionato jugoslavo: 1

Građanski Zagabria: 1923